# Gandai
Gandai è una suddivisione dell'India, classificata come nagar panchayat, di 11.862 abitanti, situata nel distretto di Rajnandgaon, nello stato federato del Chhattisgarh. In base al numero di abitanti la città rientra nella classe IV (da 10.000 a 19.999 persone).

## Geografia fisica
La città è situata a 21° 40' 0 N e 81° 5' 60 E e ha un'altitudine di 327 m s.l.m..

## Società

### Evoluzione demografica
Al censimento del 2001 la popolazione di Gandai assommava a 11.862 persone, delle quali 5.882 maschi e 5.980 femmine. I bambini di età inferiore o uguale ai sei anni assommavano a 1.973, dei quali 945 maschi e 1.028 femmine. Infine, coloro che erano in grado di saper almeno leggere e scrivere erano 6.867, dei quali 4.062 maschi e 2.805 femmine.